# Synagoga w Skierniewicach
Synagoga w Skierniewicach – synagoga znajdująca się w Skierniewicach przy rogu ulic Piotrkowskiej i Baraniej, obecnie Stefana Batorego i Okrzei.
Synagoga została zbudowana w 1880 roku. Podczas II wojny światowej dokładnie we wrześniu 1939 r. hitlerowcy zniszczyli skierniewicką synagogę. Naprzeciw synagogi znajdował się należący do gminy budynek bóżnicy żydowskiej, była tam również żydowska szkoła powszechna. Ten budynek w 1946 roku lokalny komitet żydowski przekazał prywatnej osobie, która w zamian ogrodziła ocalałe resztki zdewastowanych skierniewickich cmentarzy żydowskich. 
Przez wiele lat w bóżnicy znajdowały się warsztaty, sklep i mieszkania, a obecnie sklep ze sprzętem AGD. 